# Biró Ferenc (gépészmérnök)
Biró Ferenc  (szül. Rákosi Ferenc, Sopron, 1904. június 6. – Budapest, 2006. november 10.) Kossuth-díjas gépészmérnök, Rákosi Mátyás öccse.

## Életútja
Gimnáziumban tanult, de nem fejezte be. 1918-tól a Reiter Villamosgép-gyárban fémipari tanonc volt, majd az ellenforradalmi rendszer megszilárdulása után külföldi emigrációban – Jugoszláviában, Ausztriában és Franciaországban, végül 1925-től a Szovjetunióban – élt. Jugoszláviában lakatosként dolgozott, másutt repülőgépgyárakban alkalmazták. 1935-ben a moszkvai Repülőipari Intézetben repülőgép-gépészmérnöki oklevelet szerzett. 1940-ig a moszkvai Repülőipari Üzemek üzemvezetője, gépészmérnöke, majd főosztályvezetője, 1940-től főtechnológusa volt. A második világháborúban a szovjet hadsereg századosa.
1945 őszén hazatért Magyarországra, belépett a Magyar Kommunista Pártba (MKP). A Híradástechnikai Ipari Igazgatóságon dolgozott, majd 1946-ban a Weiss Manfréd Acél- és Fémművek Rt. vezérigazgató-helyettese, 1947-től a Törzsgyár műszaki igazgatója, illetve 1948-tól az immár a bátyja nevét viselő Rákosi Mátyás Vas- és Fémművek Szerszámgépgyár vezérigazgatója. 1950-től a Kohó- és Gépipari Minisztérium középgépipari miniszterhelyettese, 1954 januártól első miniszterhelyettese volt. 1955 novemberében a külkereskedelmi miniszter első helyettesévé nevezték ki. Az MDP nagy-budapesti pártbizottság tagja. A BME nyilvános rendes tanára, 1956-ig a gépgyártás-technológiai tanszék tanszékvezető egyetemi tanára. 1949-től az MTA levelező tagja, 1960-ban törölték.
1956-tól ismét a Szovjetunióban élt, a moszkvai Szerszámgépipari Kísérleti Intézet tudományos főreferense. 1958-ban visszatérhetett Magyarországra. 1960-as években megfosztották az akadémiai és a párttagságától. 1964-ig a budapesti Április 4. Gépgyár termelési főnöke, főtechnológusa, az Ipari Szerelvény- és Gépgyár főtechnológusa, tanácsadója, 1968-tól nyugdíjas. 2006. november 10-én halt meg, 102 éves korában.
Feleségét, Biró Eugéniát (Jevgenyija Katz) – aki a Csepel Autógyár első igazgatója volt – a Szovjetunióban ismerte meg.

## Idézet
Rákosi elvtársnak több testvére van, de mindegyikük más nevet visel.

– Miért? 

– Mert csak egy Rákosi elvtárs lehet.